# A Million Miles Away (film)
A Million Miles Away è un film del 2023 diretto da Alejandra Marquez Abella che racconta la vita dell'astronauta José Moreno Hernández.

## Trama
Alla fine degli anni 60 il piccolo Josè emigra, con la sua famiglia, dalla città di Michoacán in Messico alla California per fare i braccianti agricoli. Durante gli anni delle elementari i genitori dovranno spostarsi più volte l'anno per seguire i contratti da braccianti in giro per lo stato per guadagnare abbastanza per costruire una nuova casa nella loro città natale e tornare indietro. Ma dopo aver avuto delusioni e disillusioni ed a seguito della spinta di una maestra di José che vorrebbe lavorare sul suo talento per la scienza e la matematica, decidono di stabilirsi stabilmente in California permettendo a Josè di proseguire gli studi ed infine laurearsi in ingegneria.
Viene successivamente assunto presso il Lawrence Livermore National Laboratory per effettuare ricerche sull'energia, ma inizialmente non gli viene riconosciuto molto interesse e viene assegnato a compiti umili, ma dopo aver scoperto un errore di calcolo a cui nessuno aveva fatto caso viene rivalutato ed assegnati incarichi importanti. Continua però a sognare un ingaggio alla NASA dove invia richieste di assunzione senza successo.

## Produzione
Nel luglio del 2022, Amazon Studios acquista i diritti di distribuzione del film, che era precedentemente in sviluppo da parte di Netflix. Lo studio decise successivamente di girare il progetto alla Metro-Goldwyn-Mayer a seguito della creazione della Amazon MGM Studios Distribution nel 2023.
Le riprese del film iniziano nel 2022 a Città del Messico.

## Cast
- Michael Peña nel ruolo di José M. Hernández[2]
- Garret Dillahunt nel ruolo di Frederick W. Sturckow[3]
- Rosa Salazar nel ruolo di Adela Hernández[3]
- Bobby Soto nel ruolo di Beto[3]
- Julio Cesar Cedillo nel ruolo di Salvador Hernández[3]
- Verónica Falcón nel ruolo di Julia[3]
- Sarayu Blue nel ruolo di Kalpana Chawla[3]
- Eric Johnsonv nel ruolo di Clint Logan[3]
- Jordan Dean nel ruolo di Weissberg[3]
- Ashley Ciarra nel ruolo di Marisa[3]
- Michelle Krusiec nel ruolo di Miss Young[3]
- Carlos S. Sanchez nel ruolo di Julio (11 anni)[3]
- Isaac Arellanes nel ruolo di Julio (16 anni)[3]
- Emma Fassler nel ruolo di Stacey[3]
- Isabel Aerenlund nel ruolo di Nicole Stott
- Michael Adler nel ruolo di Anderson[3]

## Distribuzione
Il film è stato pubblicato direttamente sulla piattaforma Amazon Prime Video il 15 settembre 2023.

## Accoglienza
Sul sito Rotten Tomatoes, lo score è dell'89% di recensioni positive su 53, con una media voto di 7.1/10. La descrizione del film sul sito recita: "Grazie in parte a un paio di ottime interpretazioni dei protagonisti, A Million Miles Away è un film biografico stimolante che per lo più evita espedienti pesanti." Metacritic assegna al film il punteggio di 62 su 100, basandosi su 10 recensioni, che indicano in generale recensioni positive.